# دنده آدام
دندهٔ آدم (به انگلیسی: Adam's Rib) عنوان فیلمی است محصول ۱۹۴۹ سینمای آمریکا. این فیلم را جرج کیوکر کارگردانی کرده‌است.
بازیگران سرشناسی همچون اسپنسر تریسی، کاترین هپبورن، جودی هالیدی و جین هیگن در آن ایفای نقش کرده‌اند.

## خلاصهٔ داستان
آماندا (هپبرن) و آدام (تریسی) زن و شوهر حقوق دانی هستند که برای دفاع از طرف‌های یک پرونده اقدام به قتل، مقابل یکدیگر می‌ایستند. زن وکالت متهمه (هالیدی) را به‌عهده می‌گیرد و مرد در مقابل دادستان می‌کوشد شکایت شوهر متهمه (یوئل) را دنبال کند. متهمه به شوهرش و محبوبه او (هیگن) تیراندازی کرده‌است. آماندا اعتقاد دارد که متهمه اگر مرد بود، بنابر قانونی نانوشته بی‌گناه شناخته می‌شد؛ بنابراین دادگاه تبدیل می‌شود به صحنه‌ای برای مبارزه جهت حقوق زنان.